# روتا (آلمان)
روتا (به آلمانی: Rotta) یک منطقهٔ مسکونی در آلمان است که در کمبرگ واقع شده‌است. روتا ۸۶۰ نفر جمعیت دارد.